# زالن
زالن (به انگلیسی: Salen ligand) با فرمول شیمیایی C۱۶H۱۶N۲O۲ یک ترکیب شیمیایی است. که جرم مولی آن ۲۶۸٫۳۱ g/mol می‌باشد. شکل ظاهری این ترکیب، جامد زرد است.